# قارة سكيبيو (جيربراند فان دن إيكهوت)
 
قارة سكيبيو (بالهولندية: De grootmoedigheid van Scipio)‏ لوحة للفنان الهولندي جيربراند فان دن إيكهاوت عام 1653 إنها تُظهر قارة سكيبيو وهي الآن ضمن مجموعة متحف ريجكس في أمستردام.

## وصف
تُظهر اللوحة اللحظة التي يخبر فيها سكيبيو العريس أنه يمكنه الحصول على عروسه بالإضافة إلى الثروات التي دفعها والدا العروس للتو فدية من بين الثروات المعروضة كأس النقابة التذكاري وهو إبريق فضي شهير لآدم فان فيانين موجود أيضًا في مجموعة متحف ريجكس. قام فان دن إيكهوت بعمل نسخة أخرى من نفس الموضوع والتي تحتوي أيضًا على الإبريق ملقى على جانبه والذي هو الآن ضمن مجموعة متحف توليدو للفنون